# غابرييلا وولف
غابرييلا وولف (بالألمانية: Gabriela Wolf)‏ هي منافسة ألعاب القوى ألمانية، ولدت في 28 أكتوبر 1960 في شفيرته في ألمانيا.

## وصلات خارجية
- غابرييلا وولف على موقع الاتحاد الدولي لألعاب القوى (الإنجليزية)
- غابرييلا وولف على موقع اللجنة الأولمبية الدولية (الإنجليزية)
- غابرييلا وولف على موقع أوليمبيديا (الإنجليزية)